# Rivière Ungavatuarusik
Pour les articles homonymes, voir Ungavatuarusik.
La rivière Ungavatuarusik est un fleuve tributaire du lac aux Feuilles lequel se connecte à la baie d'Ungava. La rivière Ungavatuarusik coule dans le territoire non organisé de la Rivière-Koksoak, de la région du Nunavik, situé dans la région administrative du Nord-du-Québec, au Québec, au Canada.

## Géographie
Les principaux bassins versants de la rivière Ungavatuarusik sont : 
- côté nord : lac aux Feuilles ;
- côté est : rivière Deharveng, baie Ungavatuaq ;
- côté sud : rivière Deharveng ;
- côté ouest : rivière Bérard, lac Bérard.

La rivière Ungavatuarusik coule vers le nord-est entre la rivière Bérard et la rivière Deharveng. Elle prend sa source d'un tout petit lac situé à 4,3 km à l'est du lac Bérard et au nord de la colline Iqaluliapik.
La rivière Ungavatuarusik se déverse sur une grève pouvant atteindre 0,5 km (à marée basse) sur la rive sud-ouest de la baie Ungavatuarusik laquelle constitue un appendice au lac aux Feuilles. Ce dernier étant connecté à la baie d'Ungava par un détroit.

## Toponymie
Le toponyme Rivière Ungavatuarusik a été officialisé le 5 décembre 1968 à la Commission de toponymie du Québec.